# تعطیلات (آهنگ گرلز جنریشن)
«تعطیلات» آهنگی است که توسط گروه گرلز جنریشن برای ششمین آلبوم استودیویی آنها شب تعطیلات ضبط شده‌است. در ۴ آگوست ۲۰۱۷، این آهنگ در کنار «تمام شب» به عنوان تک‌آهنگ این آلبوم به صورت دیجیتالی توسط اس.ام. انترتینمنت منتشر شد.

## ترکیب بندی
به گفتهٔ تامار هرمان از بیلبورد، «تعطیلات» است آهنگ بابلگام پاپی است که ویژگی‌های «سرزندهٔ» فانک و عناصر سینت سایزر در ترکیب آن است. ژاک پترسون از آیدول‌ایتور همچنین به «طعم کلاسیک-مدرن» این آهنگ اشاره کرد. از نظر اشعار، این ترانه به ماندگاری و پیوند محکم گرلز جنریشن با حامیان آنها است که به گفته هرمن، برای گروه‌های دخترانهٔ کره‌ای «غیرعادی» است.

## عملکرد در نمودار
«تعطیلات» در شمارهٔ ۱۹ در نمودار دیجیتال گائون قرار گرفت و تا تاریخ ۵ اوت سال ۲۰۱۷ بیش از ۷۰۰۰۰ نسخهٔ دیجیتال فروخت.

## مقبولیت
تامار هرمان از بیلبورد این آهنگ را «همیشه سرحال» نامگذاری کرد و «شاه‌بیت گوش‌نواز» آن را امضای گرلز جنریشن دانست. او در ادامه به «رنگ‌های متنوع آوازی» که از طریق «نت‌های بالا و بداهه‌گویی» ابراز می‌شد وباعث درخشش هر یک از اعضا می‌شد، اشاره کرد. ژاک پترسون همچنین می‌نویسد «حتی اگر به کی-پاپ گوش ندهید، این آهنگ‌ها [تمام شب و تعطیلات] برای هر لیست پخش پاپی در این تابستان کاملاً ضروری است.»

## نمودار
| نمودار (۲۰۱۷)                                 | اوج موقعیت |
| --------------------------------------------- | ---------- |
| 100 آهنگ داغ ژاپن (بیلبورد)                   | ۳۲         |
| 100 آهنگ داغ فیلیپین (بیلبورد)                | ۳۸         |
| کره جنوبی (گائون)                             | ۱۲         |
| آهنگ‌های دیجیتال ایالات متحده آمریکا (بیلبورد) | ۶          |
| 100 آهنگ داغ کی-پاپ (بیلبورد کره)             | ۱۶         |